# The Hitmen
The Hitmen est un collectif et supergroupe de producteurs américain, fondé par P. Diddy. Au cours de leur existence, The Hitmen produisent les succès du label Bad Boy Records entre les années 1990 et le début des années 2000. Pour Los Angeles Times, le succès de Bad Boy vient des Hitmen.

## Biographie
Lors d'un entretien en 2011, le membre Chucky Thompson explique les débuts du supergroupe : « Puff essayait d'en faire une équipe de production, mais il n'y avait pas de “Hitmen” à cette période. Ils n'étaient que quelques producteurs membres du label [Bad Boy Records] qui faisaient le boulot. »
Le 18 avril 2015, Diddy annonce sur Instagram le retour de son groupe de production, The Hitmen. Hormis Diddy, les membres qui reviennent incluent Chucky Thompson, Deric « D-Dot » Angelettie, Steven « Stevie J » Jordan, Mario Winans, et Nashiem Myrick. Il annonce également l'arrivée du rappeur Kanye West dans le supergroupe.

## Discographie
(NB : chacun de ses producteurs ne travaillent pas toujours en même temps, sur les pochettes ils sont crédités personnellement et non en tant que The Hitmen).
Ces producteurs évoluent chacun de leur côté depuis assez longtemps dans le hip-hop et, en dehors du label Bad Boy Records, ils ont collaboré avec de nombreux artistes, sur de nombreux albums :
| Artiste              | Album                     | Année | Sons produits |
| -------------------- | ------------------------- | ----- | ------------- |
| Mary J. Blige        | What's the 411?           | 1992  | 5 sur 12      |
| The Notorious B.I.G. | Ready to Die              | 1994  | 7 sur 17      |
| TLC                  | CrazySexyCool             | 1994  | 4 sur 16      |
| Mary J. Blige        | My Life                   | 1994  | 14 sur 17     |
| Faith Evans          | Faith                     | 1995  | 12 sur 15     |
| Total                | Total                     | 1996  | 10 sur 15     |
| Jay-Z                | Reasonable Doubt          | 1996  | 1 sur 14      |
| Lil' Kim             | Hard Core                 | 1996  | 2 sur 15      |
| The Notorious B.I.G. | Life After Death          | 1997  | 17 sur 24     |
| Capone-N-Noreaga     | The War Report            | 1997  | 2 sur 20      |
| Puff Daddy           | No Way Out                | 1997  | 16 sur 17     |
| LL Cool J            | Phenomenon                | 1997  | 3 sur 10      |
| Ma$e                 | Harlem World              | 1997  | 11 sur 20     |
| Jay-Z                | In My Lifetime, Vol. 1    | 1997  | 4 sur 14      |
| The LOX              | Money, Power and Respect  | 1998  | 11 sur 21     |
| Big Pun              | Capital Punishment        | 1998  | 2 sur 24      |
| Faith Evans          | Keep the Faith            | 1998  | 14 sur 15     |
| Total                | Kima, Keisha, and Pam     | 1998  | 10 of 18      |
| R. Kelly             | R.                        | 1998  | 1 sur 30      |
| Jennifer Lopez       | On the 6                  | 1999  | 1 sur 14      |
| Ma$e                 | Double Up                 | 1999  | 8 of 18       |
| Puff Daddy           | Forever                   | 1999  | 17 of 19      |
| The Notorious B.I.G. | Born Again                | 1999  | 10 sur 18     |
| Black Rob            | Life Story                | 2000  | 15 sur 21     |
| Big Pun              | Yeeeah Baby               | 2000  | 3 sur 16      |
| Carl Thomas          | Emotional                 | 2000  | 9 sur 17      |
| Shyne                | Shyne                     | 2000  | 8 sur 16      |
| Ghostface Killah     | Supreme Clientele         | 2000  | 2 sur 21      |
| Jennifer Lopez       | J. Lo                     | 2001  | 4 sur 15      |
| DRM                  | It Was All a Dream        | 2001  | 6 of 17       |
| Big Pun              | Endangered Species        | 2001  | 2 of 24       |
| P. Diddy             | The Saga Continues        | 2001  | 10 sur 25     |
| G. Dep               | Child of the Ghetto       | 2001  | 9 sur 20      |
| Mary J. Blige        | No More Drama             | 2001  | 3 sur 18      |
| Ghostface Killah     | Bulletproof Wallets       | 2001  | 1 sur 16      |
| Fat Joe              | Jealous Ones Still Envy   | 2001  | 2 sur 18      |
| Nas                  | Stillmatic                | 2001  | 1 sur 13      |
| Jennifer Lopez       | J To Tha L-O! The Remixes | 2002  | 2 sur 11      |
| P. Diddy             | We Invented the Remix     | 2002  | 11 sur 14     |
| Scarface             | The Fix                   | 2002  | 1 sur 13      |
| Bad Boy              | Bad Boys II OST           | 2003  | 7 sur 18      |
| Mario Winans         | Hurt No More              | 2003  | 17 sur 17     |
| Mary J. Blige        | Love and Life             | 2003  | 18 sur 19     |
| Royce da 5'9"        | Death Is Certain          | 2004  | 8 sur 15      |
| Young Buck           | Straight Outta Cashville  | 2004  | 1 sur 16      |
| 8Ball & MJG          | Living Legends            | 2004  | 9 sur 18      |
| Method Man           | Tical Ø: The Prequel      | 2004  | 4 sur 17      |
| Nas                  | Street's Disciple         | 2004  | 6 sur 25      |
| Royce da 5'9"        | Independent's Day         | 2005  | 5 sur 18      |
| Black Rob            | The Black Rob Report      | 2005  | 5 sur 22      |
| The Notorious B.I.G. | Duets: The Final Chapter  | 2005  | 6 sur 22      |
| Ghostface Killah     | FishScale                 | 2006  | 2 sur 24      |
| Ice Cube             | Laugh Now, Cry Later      | 2006  | 1 sur 21      |
| Danity Kane          | Danity Kane               | 2006  | 2 of 15       |
| Diddy                | Press Play                | 2006  | 7 of 19       |
| Fat Joe              | My, Myself and I          | 2006  | 3 sur 12      |
| Pharoahe Monch       | Desire                    | 2007  | 1 sur 13      |
| Jay-Z                | American Gangster         | 2007  | 6 sur 15      |
| Ghostface Killah     | The Big Doe Rehab         | 2007  | 6 sur 17      |
| Lil Jon              | Crunk Rock                | 2008  | ?             |
| Nas                  | Untitled                  | 2008  | ?             |
| Busta Rhymes         | I'm Blessed               | 2008  | 1             |